# Yottabit
Un yottabit este un multiplu al bitului, unitate de măsură pentru cantitatea de informație, egal cu 1024 biți. Simbolul unitar pentru yottabyte este Yb sau Ybit.
Prefixul yotta (simbol Y) este definit în Sistemul internațional de unități (SI) ca un multiplu al lui zece: 1024, așa că
1 yottabit = 1024biți = 1000000000000000000000000bits = 1000 zettabiți.
În 2011, nici un sistem de stocare nu a atins 1 zettabit. Spațiul tuturor hard discurilor din lume nu atinge nici măcar un yottabit.